# Neurigona saititarsis
Neurigona saititarsis är en tvåvingeart som beskrevs av Robinson 1970. Neurigona saititarsis ingår i släktet Neurigona och familjen styltflugor.
Artens utbredningsområde är Maryland. Inga underarter finns listade i Catalogue of Life.